# Jan Ramaekers
Jan Hubert Ramaekers, né le 17 juillet 1862 et décédé le 28 août 1930 fut un homme politique belge flamand.
Il fut enseignant (1884-1889), industriel, rédacteur en chef de Het Land et de Vlaamsch en Vrij (1893), collaborateur de Het centrum (Amsterdam). Il fut élu conseiller communal (1901) et bourgmestre de Zelem (1902), conseiller provincial de la province de Limbourg (Belgique) (1904-13), il devint député en suppléance de François Portmans, ensuite comme élu de l'arrondissement Hasselt (1913-30).